# Wandsworth-skjoldet
Wandsworth-skjoldet er en cirkulær skjoldbule fra jernalderen, der er dekoreret i La Tène-stil, der blev fundet i Themsen ved Wandsworth i London på et tidspunkt før 1849. Der blev fundet et andet ukomplet skjoldbeslag kaldet Wandsworth-maskeskjoldet på samme tid i forbindelse med uddybning af Themsen. Begge skjolde befinder sig i dag på British Museum. Det blev præsenteret for Royal Archaeological Institute af William English i december 1849.
Wandsworth-skjoldet er dateret til 2. århundrede f.v.t., og maskeskjoldet er dateret til slutningen af 3. århundrede f.v.t. Den store optryk-dekoration på Wandsworth-skjoldet består af to fugle med udstrakte vinger og lange halefjer, og professor emeritus i europæisk arkæologi på University of Oxford Barry Cunliffe betragter det for at være "blandt mesterværkerne inden for britisk keltisk kunst.
Skjoldet er 33 cm i diameter og kan være den centrale del af et aflangt skjold i stil med Battersea-skjoldet.